# Namibiana labialis
Namibiana labialis – gatunek węża z podrodziny Leptotyphlopinae w rodzinie węży nitkowatych (Leptotyphlopidae).
Gatunek ten osiąga długość do 26 cm. Ciało w kolorze szaro-brązowym.
Występuje na terenie Afryki Południowej – w północno-zachodniej Namibii i na przyległym obszarze południowej Angoli.
W związku z najnowszymi badaniami wąż ten jest klasyfikowany jako Namibiana labialis z rodzaju Namibiana należącego do plemienia Leptotyphlopini.